# Validade Psicopolítica
A validade psicopolítica foi cunhada por Isaac Prilleltensky em 2003 como uma forma de avaliar pesquisas e intervenções em psicologia comunitária e até que ponto elas se envolvem com dinâmicas de poder, nível estrutural de análise e promoção da justiça social.  A série avaliativa de critérios desenvolvidos por Prilleltensky pode ser usada em qualquer modelo crítico de pesquisa e prática em ciências sociais, mas pode ser definida especificamente na pesquisa em psicologia comunitária como a defesa de um foco no bem-estar, na opressão e na libertação coletiva, relacional e domínios pessoais na pesquisa e na prática. 
Um exemplo de pesquisa que mantém validade psicopolítica é o estudo de Bennett sobre os Amish no Canadá e sua relação com o Estado por meio de diferenças culturais, políticas, agrícolas e industriais.  Essa pesquisa investiga a dinâmica de poder entre o estado, a cultura dominante, a sociedade e a comunidade Amish. Esse estudo analisa a opressão e a libertação a nível individual e comunitário e conduz a mudanças locais, bem como a mudanças nas políticas públicas. 

## Visão geral
A construção da validade psicopolítica opõe-se às "tradições da psicologia dominante [que] reforçam instituições opressivas, mesmo quando os psicólogos individuais não têm esse objetivo em mente".  Para além disso, esta técnica de avaliação questiona o positivismo dominante. A validade psicopolítica pede ao investigador e ao ativista que pensem no poder e na forma como este afecta os valores epistemológicos e transformacionais fundamentais. 
- Quais são as implicações políticas e psicológicas para o investigador e para o investigado?
- Qual é o valor de uma determinada questão de investigação?
- Quais são as implicações de uma intervenção comunitária desenvolvida a partir dessa questão de investigação?
- Como e porquê a investigação é posta em prática? [4] [5]

Prilleltensky descreve um componente da validade psicopolítica como "o grau em que a investigação e a ação têm em conta as dinâmicas de poder que operam nos domínios psicológico e político e na interação entre eles". Esta inclusão das dinâmicas políticas e de poder tem a capacidade de fazer com que a psicologia clínica e comunitária, para além de ajudar os afectados, ajude a mudar as fontes sistémicas e estruturais de desigualdade que afectam a população.  A investigação e a discussão das dinâmicas psicológicas e políticas podem ter o "poder de promover o bem-estar, resistir à opressão e fomentar a libertação". 
A natureza interdisciplinar da validade psicopolítica presta-se a estudos de capacitação e mudança social.  Prilleltensky e Fox sugerem que a validade psicopolítica deve ser institucionalizada como um método para evitar que o bem-estar e a justiça sejam discutidos isoladamente. Este tipo de validade junta os dois conceitos e politiza o conceito de promoção do bem-estar. 
Definição: "A validade psicopolítica refere-se à medida em que os estudos e as intervenções na comunidade integram (a) conhecimentos relativos a fontes, experiências e consequências de opressão multidisciplinares e a vários níveis e (b) estratégias eficazes para promover a libertação psicológica e política nos domínios pessoal, relacional e coletivo." 

## Componentes epistêmicos e transformativos
A validade psicopolítica é dividida em dois componentes: validade epistêmica e validade transformacional.   

### Validade epistêmica
A validade epistémica utiliza dinâmicas psicológicas e políticas na investigação de fenómenos sociais. A validade epistémica considera os factores sistémicos e o poder no desenvolvimento e investigação das questões de investigação e na reflexão sobre o conhecimento subsequente produzido. Quando se avaliam estudos com base na validade epistémica, o foco é se existe ou não um esforço para compreender e ter em conta as forças estruturais que afectam uma determinada questão. Para ser válido desta forma, é imperativo que haja uma compreensão de como "as forças globais, políticas, económicas e as normas sociais influenciam as percepções e as experiências dos indivíduos e dos grupos". 
Definição: "A validade epistêmica diz respeito ao grau em que a investigação e a ação comunitárias estão sintonizadas com as questões de poder a vários níveis de análise (pessoal, relacional, coletivo). Quanto mais sistemática for a análise do fenómeno de interesse em termos de poder psicológico e político, mais válidas serão a investigação e a ação críticas." 
Prilleltensky e Fox referem que a validade epistémica psicopolítica mede a medida em que a investigação psicológica que investiga o bem-estar e a justiça imagina dinâmicas políticas e psicológicas positivas e negativas. As dinâmicas psicológicas positivas podem incluir qualidades que variam a nível individual, ou seja: "esperança, empatia, otimismo, ligação e apoio social". As forças negativas incluem, por exemplo, "abuso verbal, estigmatização ou distorções afetivas".  As forças políticas positivas são a distribuição equitativa dos recursos, os direitos humanos, a manutenção da democracia e o acesso à participação cívica, enquanto as forças negativas incluem a "opressão e a exploração", cada uma das quais depende de desigualdades de poder institucionalizadas. 

### Validade transformacional
A validade transformacional mede até que ponto as intervenções utilizam tanto a política como a psicologia para criar mudanças estruturais na sociedade. Estudos e intervenções com elevada validade de transformação são, por exemplo, aqueles que promovem a literacia psicopolítica, educam para a superação da opressão, capacitam indivíduos e grupos para agirem contra a injustiça e defendem a construção de coligações. 
A validade transformativa também considera a forma como as forças políticas e psicológicas positivas e negativas podem ser alteradas através da ação. 
Definição: "A validade transformacional ... diz respeito ao grau em que a investigação e a ação comunitárias se esforçam por transformar as estruturas sociais. Quanto mais transformadora e menos benéfica for a intervenção, maior será a validade transformadora da investigação e da ação críticas." 

## Críticas
Fisher e Sonn (2008) sugerem que Prilleltensky não tem em conta as diferenças e a diversidade culturais. Os conceitos imperativos para qualquer discussão sobre a importância da validade psicopolítica, como "bem-estar", podem não ser úteis em todas as culturas, mesmo nas culturas ocidentais. Podem não ser facilmente conceptualizados num contexto transcultural. Para além disso, são cépticos em relação a uma retórica acrítica da democracia, que pode não reconhecer outras formas de funcionamento social ou as formas como a democracia pode ser potencialmente defeituosa ou mal representada. Por fim, Fisher e Sonn acrescentam que uma adesão estrita e exclusiva à investigação e atenuação da opressão e à promoção da libertação pode impedir o crescimento de outras áreas da psicologia comunitária. 